# Филипович, Корнель
Корнель Филипо́вич (пол. Kornel Filipowicz; 27 ноября 1913, Тернополь — 28 февраля 1990, Краков) — польский писатель, поэт и сценарист.

## Биография
Обучался в Ягеллонском университете.
В 1936—1939 года — один из редакторов ежемесячного журнала «Nasz Wyraz».
Участник второй мировой войны с 1939 года. Во время немецкой оккупации сражался в рядах польского сопротивления. Узник концентрационных лагерей (Заксенхаузен, Гросс-Розен). В 1943 году в условиях конспирации выпустил в 10 экземплярах книгу стихов «Mijani», которую проиллюстрировала жена поэта — известная польская художница Мария Ярема.
В 1947 г. дебютировал со сборником рассказов «Krajobraz niewzruszony». Как сценарист дебютировал в 1956 году.
Член Союза литераторов Польши (в 1980—1981 — вице-президент краковского отделения Союза).
В 1975 году был одним из подписантов «Мемориала 59», выразившего протест против изменений в Конституции ПНР. Член действующего неофициально Общества научных курсов. Печатался в газете «II obieg». В 1989 году Корнель Филипович был одним из основателей Союза польских писателей и первым руководителем его краковской организации.
Умер 28 февраля 1990 года и был похоронен на Сальваторском кладбище в Кракове.

### Творчество
Корнель Филипо́вич — автор 37 книг, известный своими короткими литературными формами. Критики считают его одним из самых выдающихся польских писателей XX века.

## Избранная библиография

#### Поэзия
- Проходящие / Mijani (1943)
- Скажи это слово / Powiedz to słowo (1997)

#### Прозаические произведения
- Равнодушный пейзаж / Krajobraz niewzruszony (1947)
- Наука об отчей земле / Nauka o ziemi ojczystej (1950-55)
- Профили моих друзей / Profile moich przyjaciół (1954)
- Беспокойство молодого сердца / Niepokój młodego serca (1955-58)
- Тьма и свет / Ciemność i światło (1959)
- Белая птица / Biały ptak (1960)
- Провинциальный романс / Romans prowincjonalny (1960)
- Дневник антигероя / Pamiętnik antybohatera (1961)
- Мой друг и рыбы / Mój przyjaciel i ryby (1963)
- Сад пана Нецке / Ogród pana Nietschke (1965)
- Мужчина как ребёнок / Mężczyzna jak dziecko (1967)
- Смерть моего антагониста / Śmierć mojego antagonisty (1972)
- День большой рыбы / Dzień wielkiej ryby (1978)
- Убить оленя / Zabić jelenia (1978)
- Пейзаж переживший смерть / Krajobraz, który przeżył śmierć (1986)
- Молитва за уезжающих / Modlitwa za odjeżdżających (2004)
- Что есть в человеке / Co jest w człowieku
- Почему отец нюхает мяту / Dlaczego ojciec wącha miętę
- Когда приходит сильнейший / Gdy przychodzi silniejszy
- Я тебя не люблю / Ja ciebie nie kocham
- Улица Голубя / Ulica Gołębia
- Узник и девушка / Jeniec i dziewczyna
- Кот в мокрой траве / Kot w mokrej trawie
- Луна над Нидой / Księżyc nad Nidą
- Наша Польша / Mamy Polskę
- Место и время / Miejsce i chwila
- Цешинские рассказы / Opowiadania cieszyńskie
- Все, что можно иметь / Wszystko, co mieć można
- Разговоры на лестницах / Rozmowy na schodach
- Расставания и встречи: Последние рассказы / Rozstanie i spotkanie: Opowiadania ostatnie
- Редкая бабочка / Rzadki motyl
- Свет и звук или о несовершенстве мира / Światło i dźwięk, czyli o niedoskonałości świata
- Тени / Cienie (2007)

#### Фильмография
Автор киносценариев:
- Три женщины / Trzy kobiety (1956)
- Место на земле / Miejsce na ziemi (1959)
- Голос с того света / Głos z tamtego świata (1962)
- Ад и небо / Piekło i Niebo (1966)
- Стеклянная пуля / Szklana kula (1972)
- Экзекуция в зоопарке / Egzekucja w ZOO (1975)

## Награды
- Золотой Крест Заслуги
- Офицерский Крест Ордена Возрождения Польши
- лауреат ряда наград Министра культуры и искусства Польши.